# (178) Белисана
(178) Белисана (лат. Belisana) — сравнительно небольшой астероид главного пояса, который был открыт 6 ноября 1877 года австрийским астрономом Иоганном Пализой в обсерватории города Пула и назван в честь богини Белисаны в кельтской мифологии.

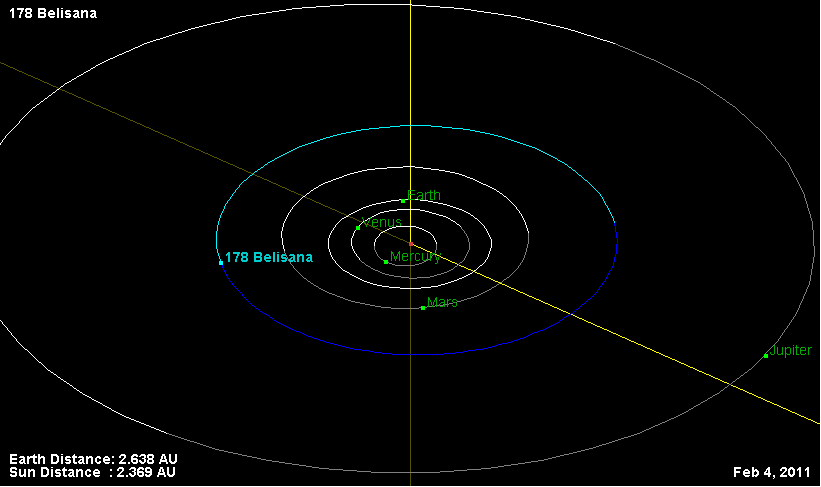
Орбита астероида Белисана и его положение в Солнечной системе

Фотометрические наблюдения, проведённые в 2007 году, позволили получить кривые блеска этого тела, из которых следовало, что период вращения астероида вокруг своей оси равняется 12,321 ± 0,002 часам, с изменением блеска по мере вращения 0,10 ± 0,03 m, что хорошо согласуется с результатами аналогичных исследований, проведённых в 1992 году.